# Günter Rahm
Günter Rahm (* 2. Oktober 1934 in Wültschkau, Niederschlesien; † 19. Oktober 2024) war ein deutscher Fußballspieler. Für den SC Motor Jena spielte er in der DDR-Oberliga, für den TSV 1860 München in der Bundesliga. Er bestritt ein Länderspiel mit der B-Nationalmannschaft der DDR.

## Sportliche Laufbahn
Bis 1953 spielte Günter Rahm im Nachwuchsbereich der Betriebssportgemeinschaft (BSG) Empor Apolda. Zur Saison 1953/54 wechselte er zur BSG Motor Jena, die zuvor aus der Oberliga in die zweitklassige DDR-Liga abgestiegen war. Mit Motor Jena, im Laufe der Spielzeit 1954/55 zum Sportclub befördert, spielte Rahm bis zur Saison 1956 (Wechsel zum Kalenderjahr-Spielrhythmus) in der DDR-Liga, wo er in den 78 Meisterschaftsspielen 60-mal zum Einsatz kam und 14 Tore erzielte. 1956 schaffte der SC Motor mit Rahm den Wiederaufstieg in die Oberliga, und im selben Jahr bestritt Rahm ein Länderspiel mit der B-Nationalmannschaft. In den beiden Oberligaspielzeiten 1957 und 1958 behauptete er seinen Stammplatz beim SC Motor, fehlte 1957 nur bei einem Punktspiel und bestritt 1958 alle 26 Oberligaspiele. Er wurde regelmäßig als rechter Läufer eingesetzt. Nach 129 Meisterschaftsspielen und 17 Toren setzte sich Günter Rahm nach der Saison 1958 in die Bundesrepublik ab und meldete sich beim TSV 1860 München an.
Da es sich dabei um einen unerlaubten Vereinswechsel handelte, wurde Rahm mit einer einjährigen Sperre belegt. Ab Januar 1960 spielte er mit dem TSV 1860 in der Oberliga Süd, zu dieser Zeit eine der fünf höchsten Ligen des DFB. 1962/63 wurde er mit den Münchnern Süd-Meister, daran hatte er als Mittelfeldspieler mit 28 Einsätzen bei 30 ausgetragenen Punktspielen Anteil. Der TSV hatte sich damit für die Endrunde um die deutsche Meisterschaft qualifiziert und verpasste als Zweiter der Vorrundengruppe 2 nur knapp das Endspiel. Von den sechs Gruppenspielen bestritt Rahm fünf Begegnungen.
Als Südmeister hatte sich der TSV gleichzeitig für die erste Saison der neugeschaffenen Bundesliga 1963/64 qualifiziert. Rahm verlor, auch verletzungsbedingt, seinen vorjährigen Stammplatz und wurde nur einmal am 14. Spieltag als Verteidiger eingesetzt. 1964 wurde er Sportinvalide und gehörte somit nicht mehr zum Bundesliga-Aufgebot, wurde aber Trainer der 1860-Amateure und Vorstandsmitglied des Vereins.

## Verweise
1. ↑  tsv1860.org: Löwen trauern um Günter Rahm (22. Oktober 2024), abgerufen am 29. Oktober 2024
2. ↑  Sport-Magazin vom 22. Juni 1964, S. 10.

| Personendaten    | Personendaten            |
| ---------------- | ------------------------ |
| NAME             | Rahm, Günter             |
| ALTERNATIVNAMEN  | Rahm, Günther            |
| KURZBESCHREIBUNG | deutscher Fußballspieler |
| GEBURTSDATUM     | 2. Oktober 1934          |
| GEBURTSORT       | Wültschkau               |
| STERBEDATUM      | 19. Oktober 2024         |